# Post-metal
El post-metal es un estilo de música que tiene sus raíces en el heavy metal pero explora enfoques más allá de las convenciones del género. Surgió en la década de 1990 a través del trabajo de bandas como Neurosis y Godflesh que transformaron la textura del metal a través de la composición experimental. Asociado e inspirado por el post-rock y el post-hardcore. Las canciones post-metal suelen ser largas, con estructuras sueltas y en capas que descartan la forma de verso-coro en favor de crescendos y temas repetitivos . El sonido se centra en guitarras y baterías; cualquier voz generalmente se grita o gruñe y se parece a un instrumento adicional.
El post-metal deriva en gran parte del metal y también se ha asociado indirectamente con el sludge metal, el drone metal, el metal alternativo o el metal industrial, ya que es común la fusión con estos subgéneros. Los nombres alternativos que se han utilizado para describir el género incluyen art metal  y metalgaze, destacando su común mezcla con el art rock y el shoegaze, respectivamente. El post-metal contemporáneo, promovido por grupos dispares como Isis , Agalloch, Boris, Pelican, Jesu y Wolves in the Throne Room, a menudo emplea la extrema pesadez del doom metal, pero también se ha asociado con la observación de shoegazing y el black metal. En particular, la reciente aclamación crítica de Deafheaven, cuya fusión de estos dos géneros ha sido apodada blackgaze, la cual demuestra el creciente éxito del underground global del post-metal.

## Historia

### Predecesores
El trabajo preliminar para el post-metal fue establecido en la década de 1980 y principios de la década de 1990 por varios artistas que combinaban sonidos de heavy metal y punk rock con una " sensibilidad vanguardista ", como Melvins (particularmente en Bullhead de 1991 ),The Flying Luttenbachers , Justin Broadrick de Napalm Death y Godflesh,  Swans , Gore , Last Exit , Glenn Branca , Rollins Band y Fugazi . Álbumes de Helmet Meantime (1992) y Betty (1994) también fueron significativos, mientras que la música de Tool fue descrita como post-metal ya en 1993. Muchos de estos artistas surgieron de los círculos punk y post punk hardcore , pero la combinación de la violencia sónica con la experimentación y el eclecticismo los hizo difíciles de clasificar en un género.

### Aparición en la década de 1990
El término post-rock fue acuñado en 1994 y pronto se usó para describir un grupo diverso de bandas que compartían "una inclinación por las melodías a la deriva y el deseo de expandirse más allá de los límites establecidos del rock ".  A medida que este movimiento crecía, las bandas de trasfondos experimentales y post-hardcore comenzaron a incorporar sus tendencias de " ambiente , experimentación poco convencional, melodías abatidas y psicodelia " en el metal.  Los dos géneros convergieron aún más a través de la influencia de bandas de post-rock como Mogwai, Godspeed You! black emperor y Ascensor para experimentar quién compartió el énfasis del metal en el volumen. 

El tercer álbum de Neurosis , Souls at Zero, y el segundo álbum de Godflesh, Pure , ambos lanzados en 1992, a menudo se consideran retrospectivamente los primeros discos post-metal.  Godflesh ya había sido pionera en el metal industrial "lento y torturado" de su Streetcleaner debut de 1989 , pero Pure mostró "estructuras más expansivas y largos tramos de ruido ondulante ", inspirando a varias bandas posteriores a combinar el metal con "capas de sonidos". ".  Neurosis, por otro lado, era una banda hardcore que abrazó el doom metal , el post-punk y el industrial.influencias, experimentando con textura y dinámica .  Desde entonces se han "adorado por sus pioneros esfuerzos post-metal y su inquebrantable dedicación a expandir sus límites artísticos".  En 2010, el guitarrista Steve Von Till declaró: 
Siempre supimos que había algo profundo en la música de Neurosis, pero ... Creo que Souls at Zero fue cuando la música se convirtió en otra cosa. Fue sacar ese material en el camino y perdernos en los estados de trance inducidos por la reproducción de música hipnótica y súper pesada que realmente descubrimos cómo rendirnos. Luego dijimos, OK, esto nos llevará a donde queremos ir: en algún lugar más profundo, en algún lugar más emocional, en algún lugar elemental .
El quinto álbum de la banda en 1996, Through Silver in Blood, fue acreditado por Terrorizer con "efectivamente inventar [ing] el género post-metal"  y fue nombrado el mejor álbum post-metal de todos los tiempos por Fact .  La canción fluctuante de 12 minutos "Purify" ha sido descrita como la "pista de la firma" del álbum.  El trabajo de Neurosis también ha contribuido al desarrollo de doom metal, sludge metal y drone metal , y estos géneros se han asociado con el post-metal desde entonces.  Del mismo modo, los pioneros de drone metal Earth han sido importantes para el post-metal desde su lanzamiento debut en 1991 Extra capsular Extraction.
Por otra parte, el escritor de Fact, Robin Jahdi destaca el noisecore de la década de 1990 de bandas como Botch, Kiss It Goodbye, The Dillinger Escape Plan y Coalesce, que fusionó el brutal hardcore metálico con el jazz en composiciones complejas y rápidas, como una influencia fundamental sobre el post-metal. Escribiendo para Bandcamp Daily, Jon Wiederhorn también notó la importancia de Botch y Cave In, mientras que Converge se ha conectado al post-metal a través de sus canciones más largas desde la canción de cierre de su álbum seminal de 2001 Jane Doe.  Según Jahdi, el género surgió cuando "esos jóvenes intelectuales decidieron reducir la velocidad" y sellos como Relapse Records e Hydra Head Records comenzaron a lanzar música "más lenta, más grave y abstracta", más parecida al post-rock.

### Desarrollo en la década de 2000
Hydra Head Records había sido establecido en 1993 por Aaron Turner. En 1997, Turner cofundó Isis, una banda que se convirtió en el centro de un movimiento post-metal cada vez más reconocible. En particular, su segundo álbum de 2002 Oceanic , que mostraba "zumbidos de sonido de varias capas que fluían y bajaban en intensidad", combinando las "guitarras de púas" y las " voces gritadas " del post-hardcore con "progresiones serpenteantes y psicodélicas"  - Se ha convertido en un clásico del género.  Al mismo tiempo, Hydra Head firmó más bandas prominentes, lanzando los primeros discos de Pelican y Jesu . Mientras que Pelican es un cuarteto instrumental inspirado tanto por Neurosis y Godflesh como por Mogwai, Jesu fue formado por Justin Broadrick después de la ruptura de Godflesh para explorar "composiciones de guitarra ambiental", abrazar las influencias de shoegaze y slowcore . 
Junto con el Shoegaze, el Black metal comenzó a transformarse después del metal, ya que "se extendió más allá de Escandinavia para infectar el underground".  Muchas bandas emplean la "velocidad y ferocidad" del black metal en "contraste con composiciones más lentas y más etéreas". Este enfoque fue iniciado por Agalloch , quien se formó en 1995 y también empleó elementos de doom metal, rock progresivo , música folk y post-hardcore.  Wolves in the Throne Room , que se convirtió en un acto importante para el black metal estadounidense con el lanzamiento de su segundo álbum de 2007, Two Hunters , también se inspiró en la neurosis al combinar "ambiente y violencia" para crear música profundamente melancólica.
Si bien todos los pioneros del post-metal, excepto Broadrick, son estadounidenses, el género pronto se extendió internacionalmente. En particular, la banda japonesa Boris , formada en 1992, "siempre abrazó el espíritu y la vitalidad del movimiento vibrante" y algunas de sus obras, como los álbumes de 2005 Dronevil y Pink , se han vuelto influyentes.  Boris a menudo emplea elementos de la música drone y ha colaborado con la prominente banda de drone metal Sunn O))) , que también se han asociado con el post-metal.  Varias bandas europeas también ganaron protagonismo dentro del género, incluido Cult of Luna de Suecia, cuyo sonido está en deuda con Isis 'Oceanic , Amenra de Bélgica, que firmó con el sello de Neurosis Neurot Recordings y rivaliza con sus predecesores en pura intensidad espiritual, y Year of No Light de Francia, que han hecho la transición desde un sonido orientado al sludge hasta composiciones instrumentales monumentales, "bellamente estratificadas, pero aún oscuras y pesadas".
Otra banda instrumental prominente, Russian Circles , también estuvo fuertemente influenciada por Oceanic .Por el contrario, True Widow , cuyo sonido se basa tanto en el indie rock y el rock psicodélico de la década de 1990 como en el doom metal, ofrece una visión distintiva del post-metal, más impactante en la Circumambulation de 2013 , al emplear "una interacción entre voces masculinas / femeninas" y mostrando" vulnerabilidad y moderación ".Mientras tanto, los Melvins habían dejado una marca directa en el sonido que ellos mismos inspiraron con el álbum de 2004 Pigs of the Roman Empire , una colaboración con el compositor de dark ambient Lustmord. 
Poco a poco, el post-metal como género ha logrado una gran aclamación crítica.  Esto se vio reforzado por el éxito "ampliamente publicitado" de Deafheaven , cuyo segundo álbum, Sunbather, se convirtió en uno de los lanzamientos más celebrados de 2013. La exitosa fusión de la banda de black metal con un maravilloso shoegaze en la vena de My Bloody Valentine y Slowdive  aunque precedido por el músico francés Neige de Alcest , recibió el apodo de blackgaze y recibió el desdén de los fanáticos del metal extremo convencional . También ha inspirado una ola de bandas como Ghost Bath , que a menudo usa melodías de guitarra sin distorsiones para desarrollar atmósferas inquietantes, y Harakiri for the Sky de Austria , cuyo sonido desesperado combina el black metal y el post-hardcore.

## Características
El post-metal es generalmente pesado, agresivo y oscuro, pero explora una variedad de enfoques musicales ajenos al heavy metal convencional y al metal extremo.Refleja el post-rock y el post-hardcore en su énfasis en la atmósfera y la emoción profunda y puede considerarse abstracto, introspectivo, expansivo, hipnótico , progresivo , capas ,  o incluso apocalíptico . Jon Wiederhorn escribe que, aunque algunas bandas de post-metal "intentaron separarse de sus raíces furiosas explorando técnicas musicales menos rimbombantes y más dinámicas" y otras "trataron de mantenerse crudas y corrosivas". El New York Times asoció el término con una "ola de bandas que usan el metal como punto de partida para una variedad de estilos experimentales , incursionando en el jazz libre , el post-rock minimalista , el noise e incluso la música clásica moderna ". Las bandas post-metal contemporáneas incorporan influencias que van desde el doom metal , el black metal , shoegaze , rock progresivo , música folklórica y música clásica .

Al escribir para Slate en 2009, Simon Reynolds reflexionó:
[P] ost-rock no tiene el mismo aspecto temporal que tienen post-disco o post-punk ; no se trata de las ondas puestas en marcha por un "evento" galvanizador. Más bien, evoca una sensación de "ir más allá" de las estructuras de un género musical sin abandonar por completo su legado de actitudes y suposiciones. Por razones similares, el término post-metal parece cada vez más útil para describir la vasta y variada franja de géneros (los mil sabores de doom / black / death / grind / drone / sludge / etc., Ad infinitum) que surgió desde el principio de los 90 en adelante. A veces sin golpes y ambiental, cada vez más el trabajo de los solitarios de estudio en casa en lugar de tocar bandas, el post-metal del tipo lanzado por sellos como Hydra Head a menudo parece no tener ninguna conexión con el metal tal como lo entienden, por ejemplo, los creadores de documentos VH1 Classic . La continuidad es menos sónica pero actitudinal: la inclinación por la morbilidad y la oscuridad llevada a un grado a veces aburrido; la ropa sombría y el cabello largo; las voces angustiadas e indescifrables gruñidos ; las letras / títulos de canciones / nombres de bandas bombargamente verbosos. Es esa estética más que una forma de riff o una paleta de sonidos de guitarra lo que une el post-metal con Judas Priest y Black Sabbath . 
El post-metal es, por lo tanto, notoriamente difícil de definir. El escritor de Facts Robin Jahdi señala que "los mejores álbumes de Neurosis no suenan como las mejores ofertas de Isis " y que el género no se puede distinguir fácilmente del doom metal, el black metal moderno y el metal progresivo " y estos elementos sin ser completamente ninguno de ellos ".  El post-metal contemporáneo a menudo se ve como la combinación de "elementos de doom metal, sludge y / o black metal con elementos de post-rock y shoegaze", siendo más "pacífico" que el metal pero conservando su tema oscuro y su voz áspera. estilo . Sin embargo, al igual que con el post-rock, muchas bandas son instrumentales y cuando se usan las voces, a menudo "se parecen a [otro] instrumento de acompañamiento" en lugar de palabras reales.  canciones son típicamente largas y emplean crescendos , construyendo gradualmente sobre temas repetidos ; Aaron Turner de Isis declaró que "el formato de canción estándar de verso-coro-verso-coro es algo que se ha hecho y rehecho, y parece inútil adherirse a esa estructura cuando hay muchas otras vías para explorar".

### Estética y Cultura
Mientras Simon Reynolds ubica la conexión entre el post-metal y el metal convencional en actitud y estética sobre el enfoque musical, otros han enfatizado las diferencias en estas mismas áreas. Notando la divergencia de la moda de metal típica , The New York Times describió un espectáculo Pelican de 2005 en la Knitting Factory en la ciudad de Nueva York: "En lugar de cabello largo y atuendos completamente negros, la multitud estaba mostrando los adornos de cerebro, indie rock ligeramente nerd . Los hombres jóvenes llevaban el pelo recortado artísticamente y jeans ajustados, e incluso había un puñado de mujeres jóvenes con gafas de bibliotecario y zapatillas de deporte desgastadas de Chuck Taylor ".  Jon Wiederhorn describe la escena post-metal como una" comunidad global de artistas "posicionada en las" franjas del underground " Trevor de Brauw de Pelican declaró en 2007:
Tengo afinidad o metal, pero no pienso en Pelican como una banda de metal. Entonces, cuando la gente nos llama 'instrumetal', o post-metal, o metalcore o lo que sea, puedo ver por qué dicen eso, pero no es algo con lo que siento una conexión cercana. Siento que somos parte de una comunidad con algunas bandas: Mono son buenos amigos nuestros, pero no siento que seamos tan similares musicalmente. Su música es más similar a la música clásica, mientras que creo que la nuestra tiene más en común con el punk y el hardcore.

### Voz y letras
La filosofía general detrás de la producción del post-metal es que el todo es mejor que la suma de las partes, de modo que a cada instrumento se le da la misma presencia. Las voces no suelen aparecer a muy alto volumen en las mezclas, y en muchas ocasiones se gruñen al estilo del hardcore y del heavy metal, evitando las voces guturales del death metal y las voces completamente limpias. Las letras cubren un amplio espectro de temas, destacando la metafísica y el existencialismo, sin alegorías ni letras personales. A veces se suelen tocar los temas de la política o la crítica contra las mentalidades «de rebaño».

### Estructura
La estructura del post-metal se apoya más en el post-rock que en el heavy metal: las canciones suelen evolucionar hacia un clímax, repitiendo fragmentos o cambios de acorde. Sin embargo, en el heavy metal se suele emplear la estructura clásica estrofa-estribillo-estrofa. Como expresa Aaron Turner: «El formato de canción estándar estrofa-estribillo-estrofa es algo que ha sido hecho y rehecho, y no tiene mucho sentido unirse a esa estructura cuando hay tantas otras aventuras que explorar». El resultado de esto son canciones largas, normalmente entre los seis y once minutos. De este modo, una canción típica de post-metal no es adecuada para la radio, ni es comercialmente viable. Asimismo, los álbumes son a menudo conceptuales, o están cerca de serlo, provocando un impacto mayor cuando se escucha entero (como en el álbum de Dirge Wings Of Lead Over Dormant Seas (2007) y la canción homónima de une hora). No es raro encontrar influencias literarias en los álbumes, como es el caso de At the Soundless Dawn de Red Sparowes, incluyendo al género dentro de la vanguardia musical.

## Críticas
Como este género es relativamente nuevo y está representado por un número limitado de artistas, la necesidad de una clasificación independiente de este tipo de música ha sido puesta en tela de juicio por varios entendidos. Como etiqueta, muchos ven el término post-metal como redundante, ya que muchas bandas listadas como post-metal contienen elementos del doom metal, metal progresivo, sludge metal y stoner metal. Otros, sin embargo, defienden que estos elementos han sido combinados de manera alterna para ir más allá de las limitaciones de estos géneros, creando la necesidad de una etiqueta única.
Trevor de Brauw, miembro de Pelican, expresó sobre este tema: «Siento afinidad por el heavy metal, pero no veo a Pelican como una banda de heavy metal. Así que cuando la gente nos llama instrumental, o post-metal, o metalcore, o lo que sea, no soy capaz de ver por qué dicen eso, pero no es algo con lo que sienta una conexión cercana... Creo que nuestra música tiene más en común con el punk y el hardcore».
Las similitudes estéticas en el diseño de los álbumes y en los conciertos son definidas como derivativas al ser el post-metal un movimiento demasiado «incestuoso» en un grupo de bandas relativamente pequeño. Se considera que la banda Isis es la fuente de esta estética compartida, aunque varias bandas que ya tocaban este género antes que Isis ya tenían esa imagen. 

## Lista de bandas
A
- A Hope for Home
- Agalloch
- Alcest
- Altar of Plagues
- Amenra
- Amesoeurs
- Ancestors
- Archivist
- Astronoid
- Anochecer

B
- Battle of Mice
- The Black Heart Rebellion
- Boris
- Burst

C
- Callisto
- Cult of Luna

D
- Deafheaven
- Deftones
- Dirge
- Downfall of Gaia

E
- Earth
- Expedición a las Estrellas

G
- Ghost Bath
- Godflesh

H
- Harakiri for the Sky
- Heaven in Her Arms

I
- Intronaut
- Isis

J
- Jesu
- Junius

M
- Made Out of Babies
- Melvins
- Mouth of the Architect

N
- Neurosis
- Nadja

O
- Oathbreaker
- The Ocean

P
- Pelican
- Prong
- Palms

R
- Russian Circles
- Rosetta

S
- Sumac
- Sólstafir
- Sunvher

T
- Tool
- True Widow

U
- Ulcerate

W
- We Lost the Sea
- Wolves in the Throne Room

Y
- Year of No Light